# Баторий, Габриэль
Габриэль Баторий (венг. Báthory Gábor; 15 августа 1589, Орадя — 27 октября 1613, Орадя) — князь Трансильвании из рода Батори (1608—1613), сын наместника Красного Стефана Батори (1553—1601) и Сюзанны Бебек (?—1595), внук придворного маршалка Анджея Батори (?—1563), брата польского короля Стефана (Иштвана) Батория.

## Биография

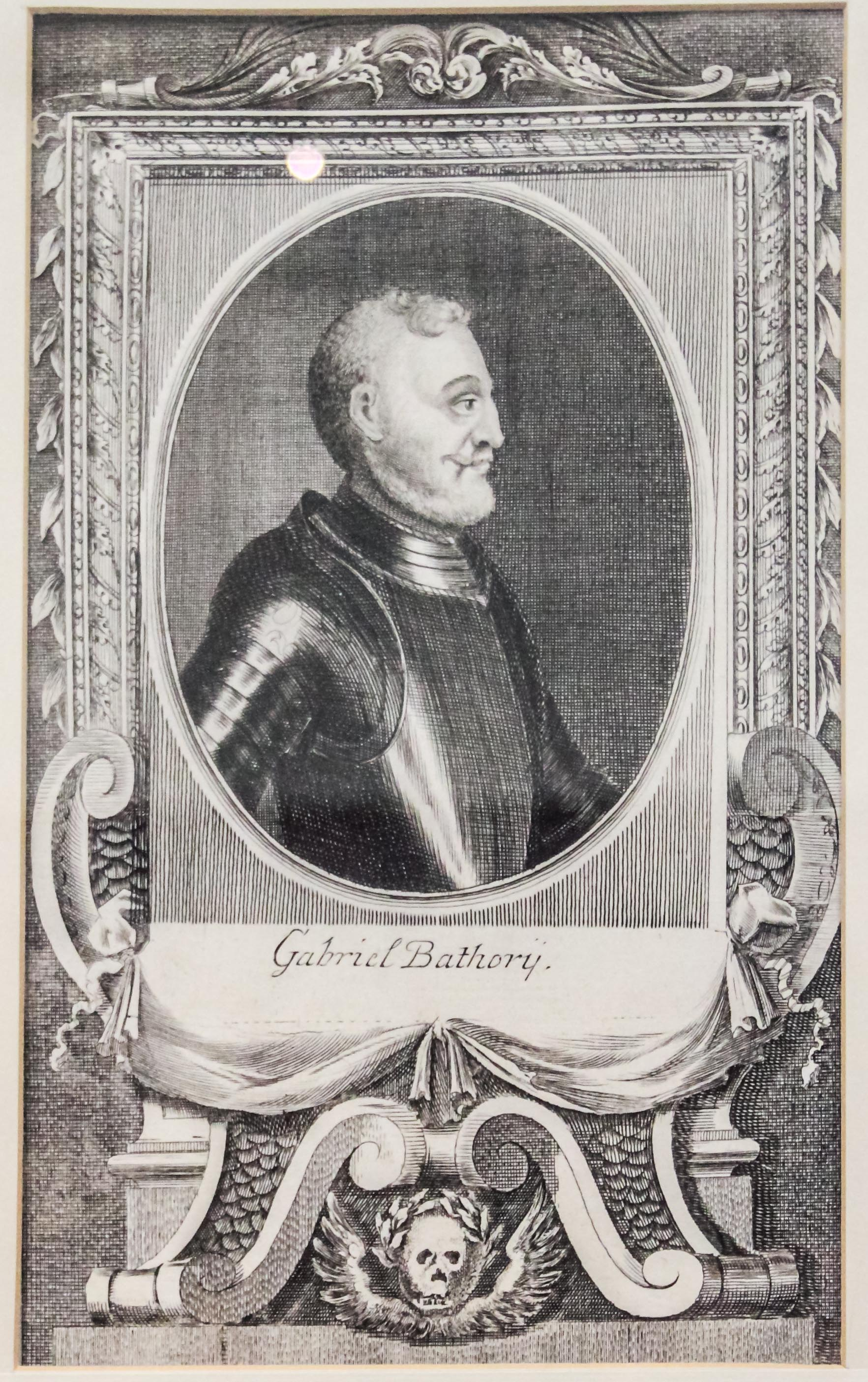
Габриель Батори

Габриэль Баторий родился в Ораде. В 1604 году поддержал трансильванского князя Иштвана Бочкаи в его борьбе против австрийских Габсбургов.
В 1606 году после смерти Иштвана Бочкаи Габриэль Баторий был одним из претендентов на трансильванский княжеский престол, который в феврале 1607 года занял Сигизмунд Ракоци. В марте 1608 года восставшие гайдуки отстранили Ракоци от трона и возвели на княжеский престол Габриэля Батория. Ставши князем, Баторий стремился объединить под своей властью все придунайские княжества (Трансильванию, Валахию и Молдавию). В ноябре того же 1608 года княжеское достоинство Габриэля Батория было признано Портой; он получил из Стамбула символы власти и освобождение страны от выплаты дани на три года. В конце 1610 года Баторий предпринял военный поход против валашского господаря Раду Щербана и захватил Валахию, после чего даже на некоторое время принял титул господаря Валахии, однако в 1611 году в битве под Брашовом потерпел поражение от Щербана.
Осенью 1613 года Османская империя организовала большой карательный поход против Батория. В турецком походе участвовали войска валашского господаря Раду Михни и молдавского господаря Стефана Томши. Габриэль Баторий был убит собственными офицерами в Ораде в октябре 1613 года.